# 35. gardna strelska divizija (ZSSR)
Za druge 35. divizije glejte 35. divizija.
35. gardna strelska divizija je bila gardna strelska divizija v sestavi Rdeče armade med drugo svetovno vojno.

## Zgodovina
Divizija je bila ustanovljena avgusta 1942 z reorganizacijo ostankov 8. zračnoprevoznega korpusa. 
Med drugo svetovno vojno je sodelovala v bitki za Stalingrad in bitko za Berlin.

## Organizacija
- štab
- 100. gardni strelski polk
- 101. gardni strelski polk
- 102. gardni strelski polk
- 112. gardni artilerijski polk

## Poveljstvo
Poveljniki
- generalmajor Vasilij Andrejevič Glazkov (1942)
- polkovnik Vasilij Pavlovič Dubianski (1942-?)